# 高志杰
高志杰（1956年1月—），山东莱芜人。1974年6月加入中国共产党。中央团校政治教育专业大专班毕业，中共中央党校马克思主义哲学专业在职研究生学历。历任黑龙江省双鸭山市宝山区党委副书记、区长、区政协主席，共青团黑龙江省委副书记、书记，中共七台河市委副书记、市长、市委书记、市人大常委会主任，省安全生产监督管理局副局长、局长等职。2008年4月任黑龙江省交通厅厅长，次年机构改革后，继续担任省交通运输厅厅长。